# Kabuchi
Variété
Classification phylogénétique
Kabuchi ou kapuchi, du japonais カーブチー (kābuchī), est une variété de petite mandarine japonaise du groupe Yukunibu (C. yanbaruensis Tanaka 1957), indigène et endémique des iles de Kikaishima et Amami (préfecture de Kagoshima) au nord d'Okinawa. Parmi la forte biodiversité d'agrumes dont ces iles sont riches, Kabuchi est fréquent et exploité localement pour son jus et son huile essentielle ,,.
Le fruit et l'arbre portent partout le même nom japonais qui signifierait dans le parler local : peau 皮 (ga) épaisse 分厚い (buatsui).

## Taxonomie et phylogénie
Le nom binomial est Citrus keraji var. kabuchii hort ex-Tanaka indique kabuchi comme cultivar de la mandarine satsuma Citrus keraji ,. Keraji est un village de la même ile . Les 2 fruits sont souvent confondus, confusion qui peut s'étendre au Wana Kafuchi bigarade de la préfecture de Wakayama .
Les agrumes de ces îles sont classés en 3 types par la généticiens,
- type 1 : C. keraji (Keraji-Kikaijima et Kabuchii),
- type 2 : C. nobilis (Kunenbo) et
- type 3 : Yukunibu avec C. oto (Oto, Keraji-Kakeromajima, Oto-Okinoerabujima) et C. rokugatsu [8].

On pensait (M. Yamamoto, 2010) que la mandarine keraji était un hybride de kunenbo (C. nobilis ) et de kikaimikan (C. keraji ) . Sur la base des distances génétiques T. Shimizu et al. (2016) donnent kabuchi comme hybride de kunenbo et d'une variété non identifiée .
Wu et al. (2021) élucident l'identité de l'ascendant: Kunenbo est une hybridation d'un parent graine inconnu pollinisé par un mandarinier kishu (C. kinokuni hort. ex Tanaka) provenant de Chine. Il s'est hybridé avec C. ryukyuensis donnant naissance à nombreux agrumes modernes : Jabara, Kabosu, et au groupe Yukunibu (C. yanbaruensis Tanaka 1957) auquel appartiennent kabuchi, oto et tarogayo.

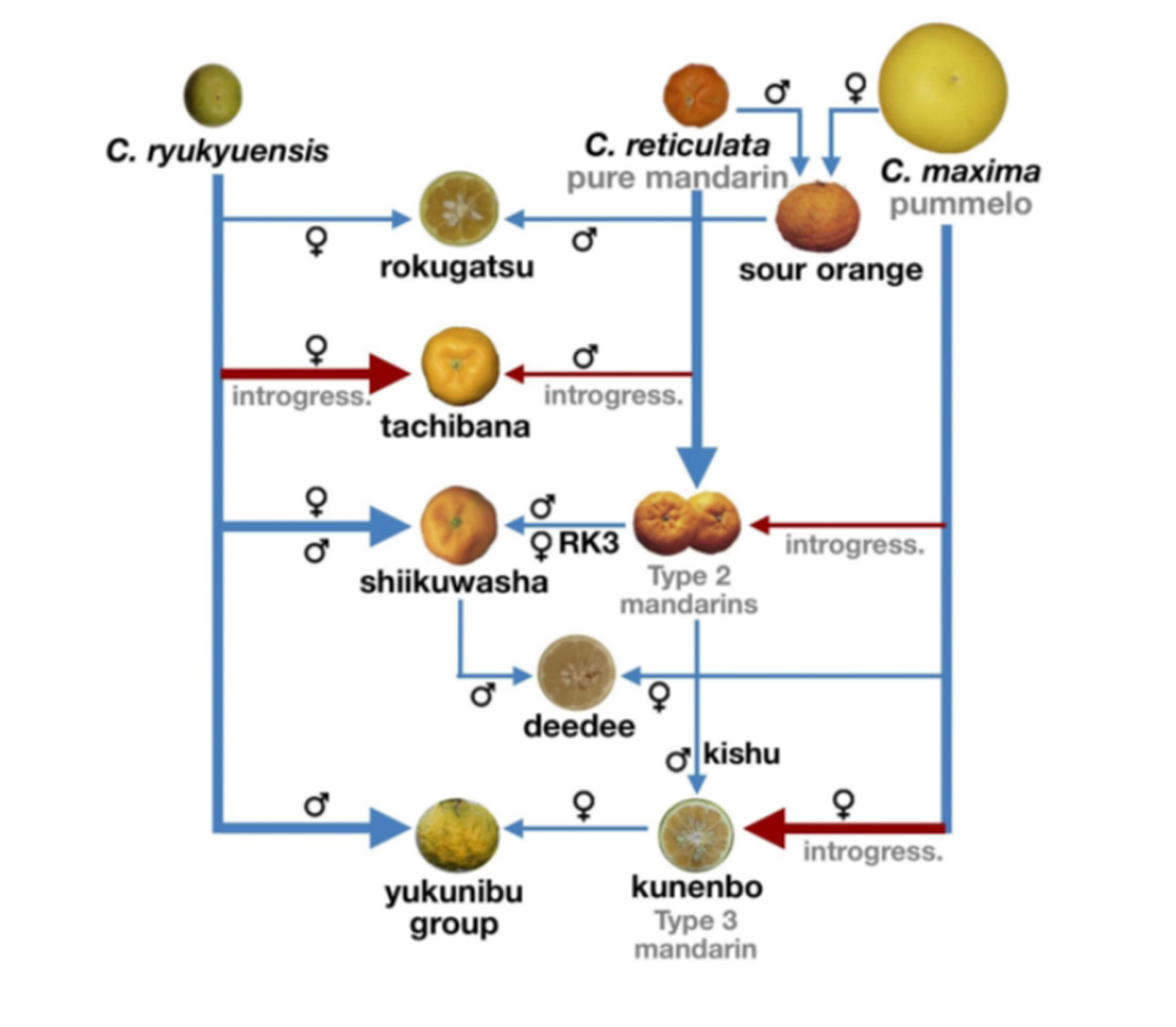
Wu et al. (2021) montrent que le groupe Yukubuni auquel appartient Kapuchi est demi-frère de Shikuwasa

M. Yamamoto et al. avaient montré des différences phénotypiques (2003) entre les fruits de la mandarine satsuma Keraji et Kapuchi. Ses fruits sont plus petits, il est plus  précoce, sa peau plus rugueuse, la couleur de sa pulpe plus claire .

## Description
L'arbre est plus petit qu'un mandarinier, la feuille est celle d'un mandarinier satsuma. Le fruit est une petite mandarine, légèrement aplatie, d'un poids moyen de 56 g. (écart-type 13,4) autrement dit plus gros que l'acide Shikuwasa des mêmes iles et comparable aux komikan (Citrus kinokuni hort. ex Tanaka) de Sakurajima (préfecture de Kagoshima) plus tardifs et réputés la plus petite mandarine au monde ,. La peau est épaisse : 2,9 mm (écart-type 0,7), la pulpe contenue dans 8 à 9 segments .

Il est récolté en vert de fin septembre à début novembre, avant qu'il ne deviennent trop sucré et ne perde son acidité (selon les fruits le niveau de sucre échelle brix varie de 16.7 à 18.8 en octobre) .

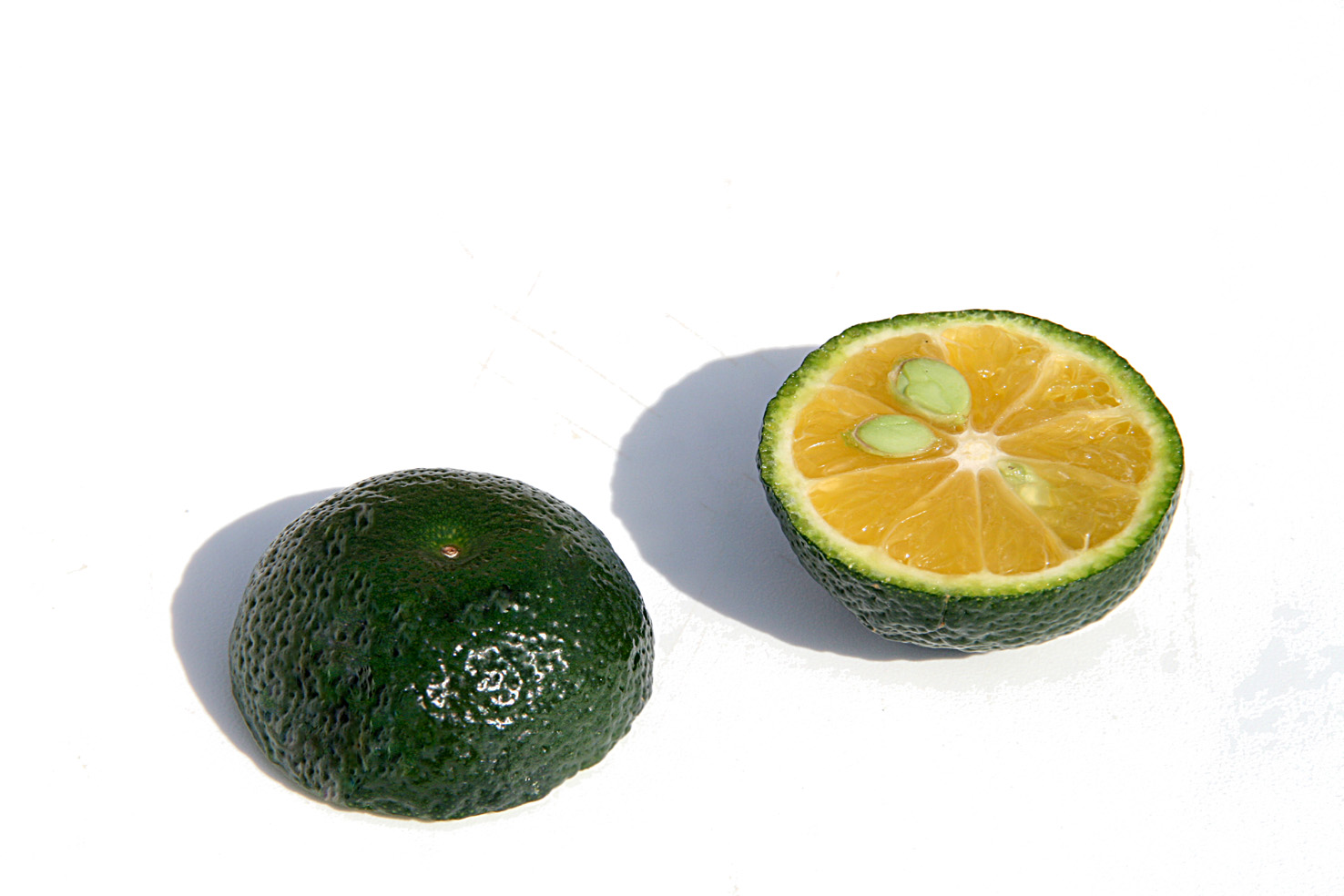
Fruit du kabuchi : toute petite mandarine à peau granuleuse, ses pépins le réserve au jus et à l'huile essentielle.

## Utilisation
La récolte a lieu début octobre, le fruit est vert, la pulpe orangée, le second samedi d'octobre est nommé le Jour du Kabuchi à Motobu, district de Kunigami ,. Cet évènement est parrainé par l'Association de production Izumi Mikan. Le jus est le principal débouché du kabuchi, il est utilisé dans les boissons . On en fait une limonade à texture gélatineuse à l'occasion du Jour du Kabuchi et jusqu'à fin novembre, son gout un peu amer est qualifié de «rafraîchissant et délicieux»,.

### Huile essentielle
L'huile essentielle qui peut être extraite des résidus de pressage est spécialement agréable (tout comme celle des Hanaraji Mikan - autre cultivar de Citrus keraji), elle est généralement qualifiée de rafraichissante, « induisant une profonde tranquillité » ,,. Elle est utilisée localement en parfumerie . Son principal composant actif, le γ-terpinène, a un effet sédatif qui a été comparé favorablement à celui de l'anxiolytique diazépam. Il n'induit pas de problèmes de coordination motrice .
Les composés volatils de l'huile essentielle sont spécialement des hydrocarbures sesquiterpéniques . En 2010 une étude détaillé des effets des méthodes d'extraction sur la composition de l'huile essentielle de kabuchi met en évidence l'importance du β-farnesène parmi les sesquiterpènes et du thymol. La même publication établi une comparaison des compositions entre kabuchi et shikuwasa.